# 조지 바비어

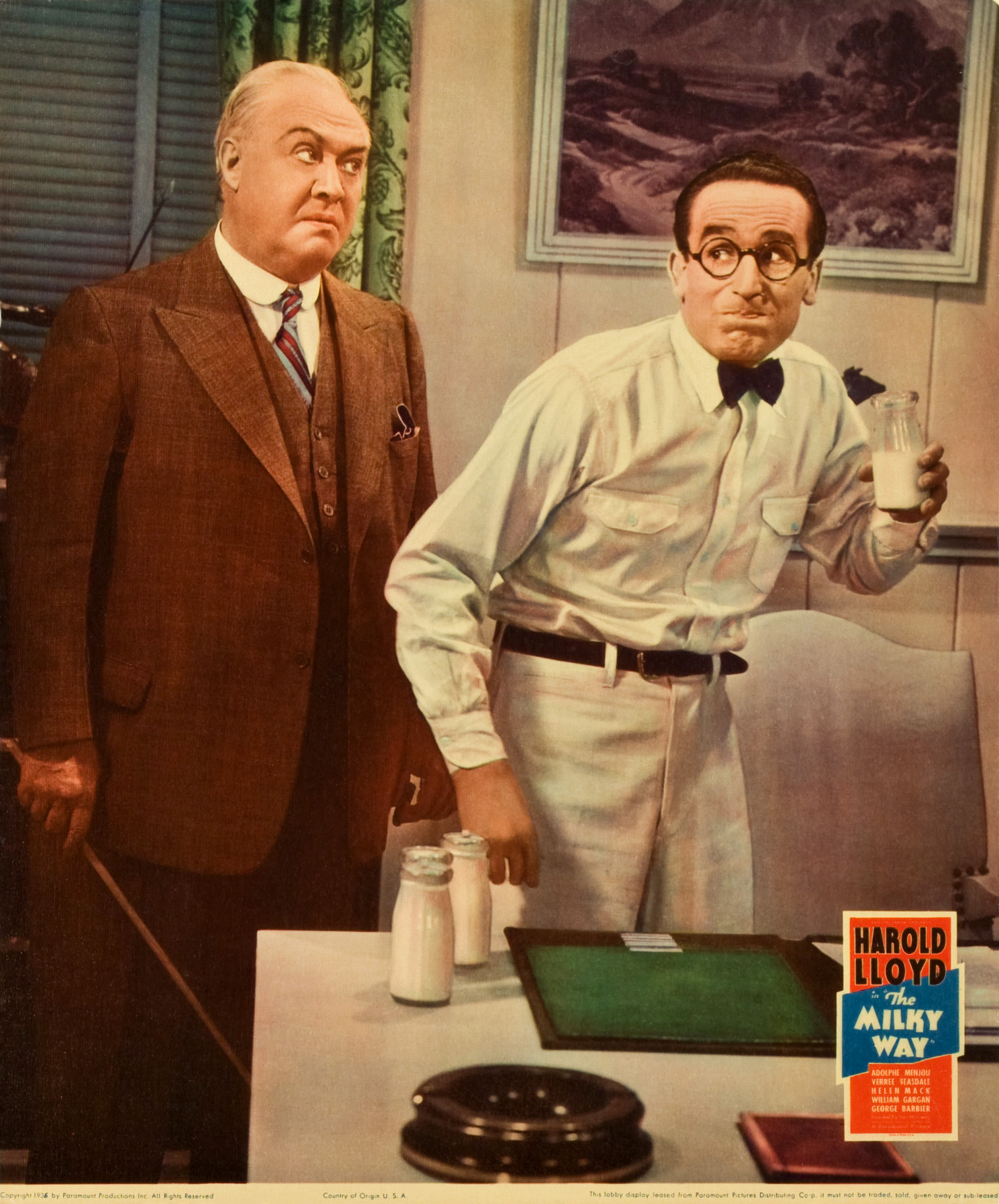

조지 바비어(George Barbier, 1864년 11월 19일 ~ 1945년 7월 19일)는 미국의 배우, 연극 배우이다.
필라델피아에서 태어났으며 할리우드에서 사망하였다.

## 영화
- 허 럭키 나이트 (1945년)
- 헬로우 프리스코, 헬로우 (1943년)
- 만찬에 온 사나이 (1942년)
- 송 오브 더 아일런즈 (1942년)
- 성조기의 행진 (1942년)
- 위크-엔드 인 하바나 (1941년)
- 리틀 미스 브로드웨이 (1938년)
- 스윗하츠 (1938년)
- 마이 럭키 스타 (1938년)
- 마르코 폴로의 모험 (1938년)
- 타잔 - 글렌 모리스 편 (1938년)
- 온 더 에비뉴 (1937년)
- 와이키키 웨딩 (1937년)
- 와이프 대 비서 (1936년)
- 십자군 (1935년)
- 미스 페인스 베이비 (1934년)
- 쉬 러브스 미 낫 (1934년)
- 메리 위도우 (1934년)
- 선셋 패스 (1933년)
- 언더 더 톤토 림 (1933년)
- 빅 브로드캐스트 (1932년)
- 중위의 웃음 (1931년)
- 빅 폰드 (1930년)